# 영양 답곡리 만지송
영양 답곡리 만지송은 대한민국 경상북도 영양군 석보면 답곡리에 있는 소나무이다. 대한민국의 천연기념물 제399호로 지정되어 있다.
나무의 가지가 아주 많아 ‘만지송’이라는 이름이 붙었다.
만지송의 나이는 약 400년으로 추정되며, 높이 12.1미터, 둘레는 3.94미터에 이른다. 땅에서 50센티미터까지 한 줄기이며, 그 위부터는 줄기가 4개로 갈라져 올라가면서 매우 많은 가지가 여러 방향으로 뻗어 있다.